# Terreno di caccia
Terreno di caccia (Hunting Ground) è un volume di fumetti dedicati alle avventure di Angel, il protagonista della serie televisiva a lui dedicata.
Ambientato durante la prima stagione, questo volume racchiude i fumetti numero 8 e 9 della serie regolare creata dalla Dark Horse Comics nel 1999 e il fumetto Lonely, dark and deep, pubblicato in tre parti nella rivista mensile Dark Horse Presents dal numero 153 al 155.
Nessuna di queste storie è considerata canonica. Questo volume, come tutta la serie Dark Horse, è ancora inedito in Italia.

## Trama

### Bello, cupo e tenebroso
- Testi: Christopher Golden & Tom Sniegoski
- Disegni: Brian Horton
- Inchiostro: Paul Lee
- prima pubblicazione USA: Dark Horse Presents 153-155 (19 aprile-17 maggio-5 luglio 2000)

Cordelia Chase viene ingaggiata dalla Helm Productions per interpretare un film horror a basso costo nello stile di Il mistero della strega di Blair. Assieme a due compagni deve avventurarsi nella foresta per recuperare l'Elmo di Haraxis filmando il tutto con una videocamera amatoriale. Leggendo il copione, Angel capisce che si tratta di un inganno: l'elmo esiste veramente, può donare il potere di comandare i demoni a chi lo possiede ed è sorvegliato dagli spiriti del bosco. Cordelia e i due compagni vengono infatti attaccati. Il vampiro corre in loro aiuto e respinge gli assalti degli spiriti ma sarà Cordelia, indossando l'elmo, a smascherare i falsi produttori e a convincere gli spiriti della loro innocenza.

### Sotto la superficie parte 1
- Testi: Christopher Golden & Tom Sniegoski
- Disegni: Eric Powell
- Copertina: Jeff Matsuda
- Inchiostro: Eric Powell
- Colori: Lee Loughridge
- prima pubblicazione USA: Beneath the surface chapter 1 (giugno 2000)

Un serial killer terrorizza Los Angeles. Kate Lockley si imbatte in corpi orrendamente mutilati abbandonati sempre vicino all'entrata di fognature e passaggi sotterranei. Sospetta di Angel. Nel frattempo il vampiro e il nuovo arrivato Wesley Wyndam-Pryce sono anche loro alla ricerca del misterioso assassino e si imbattono in una creatura chiamata Abner che li invita più volte a non penetrare nel suo territorio e ad andarsene. Wesley ha un'impennata di orgoglio scagliandosi contro la creatura ma rimanendone ferito. Nel frattempo, Kate si imbatte in una nuova vittima: il corpo è stato sistemato in posizione tale da assomigliare al logo della Angel Investigations.

### Sotto la superficie parte 2
- prima pubblicazione USA: Beneath the surface chapter 2 (luglio 2000)

Kate organizza un rastrellamento a tappeto dei tunnel con più squadre. Una di queste si imbatte nel demone Clive (già apparso nel fumetto #5 Possessioni terrene) e viene sterminata. Angel e Wesley si imbattono prima nella scena del crimine e, subito dopo, di nuovo in Abner. La creatura fugge ancora una volta dicendo di non aver fatto nulla di male e, inseguendola, i due si ritrovano di fronte a Kate. La loro presenza nel tunnel è la prova che la poliziotta aspettava per accusare Angel di essere l'assassino che tutti stanno cercando. Il demone Clive esce allo scoperto, cattura Kate minacciando di ucciderla e svela ad Angel il suo piano di vendetta nei confronti del vampiro. Irrompe Abner, indignato per la malvagità di Clive e accusato ingiustamente al posto suo, salvando Kate ed eliminando l'assassino.
- Collocazione: Kate è già a conoscenza del fatto che Angel è un vampiro e dimostra anche del rancore nei suoi confronti. Questo avviene al termine dell'episodio Il pupillo (Angel 1x11). I 2 fumetti Sotto la superficie vanno ambientati subito dopo.